# Quarterback titolari dei Cleveland Browns
Questi quarterback sono partiti come titolari per i Cleveland Browns della National Football League. Sono inseriti in ordine di data a partire dalla prima partenza come titolari nei Browns.

## Quarterback titolari

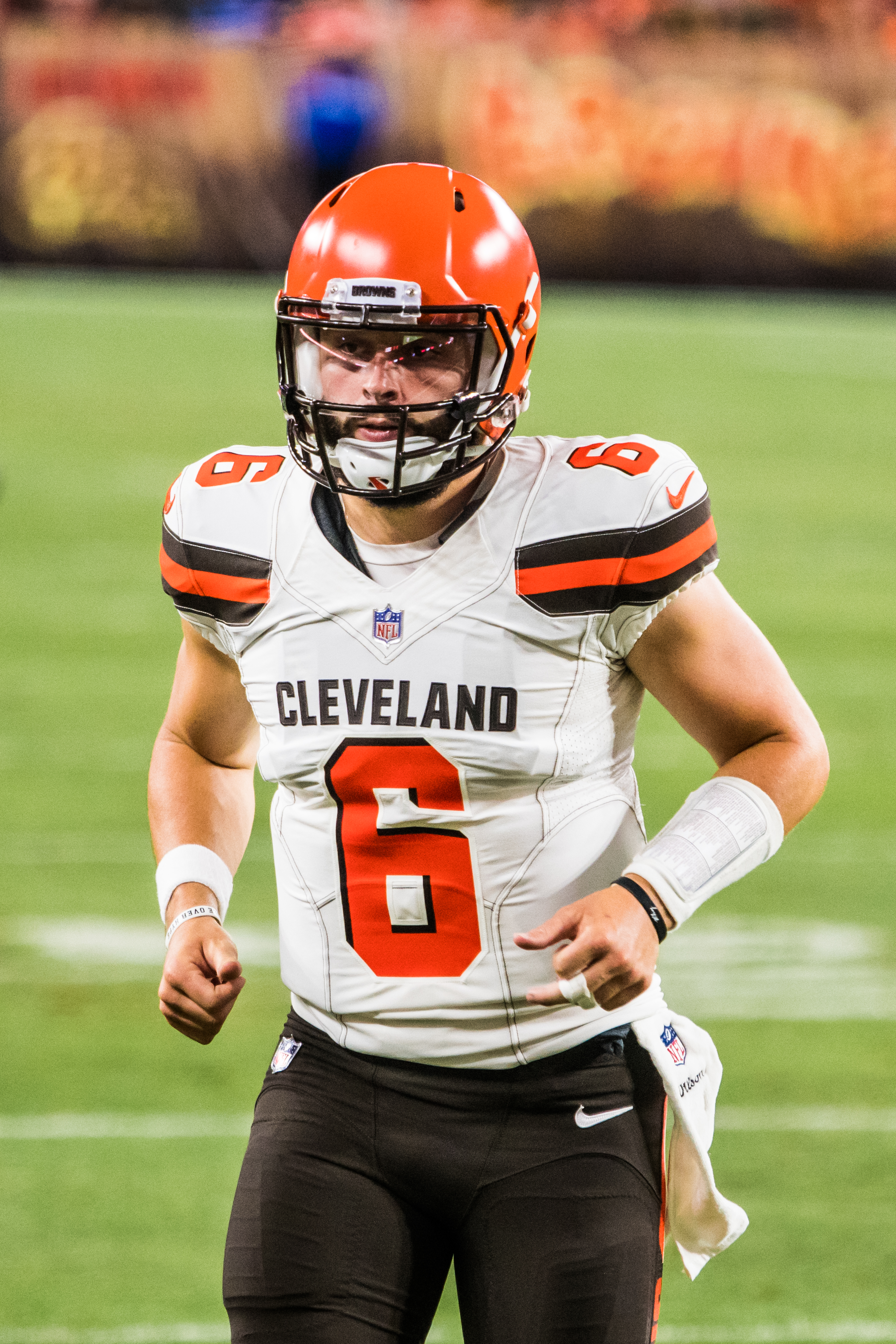
Baker Mayfield, 2018-presente

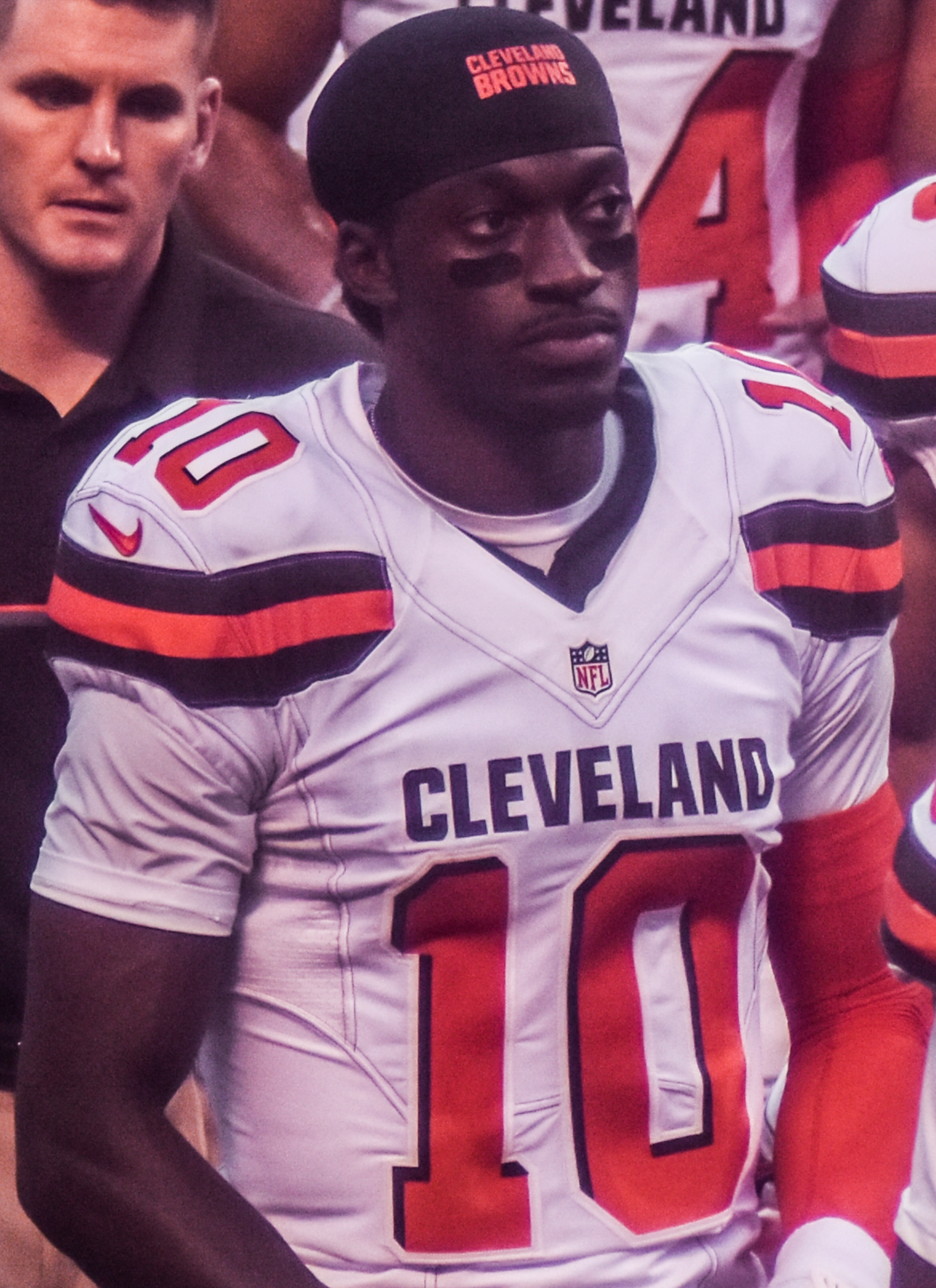
Robert Griffin III, 2016

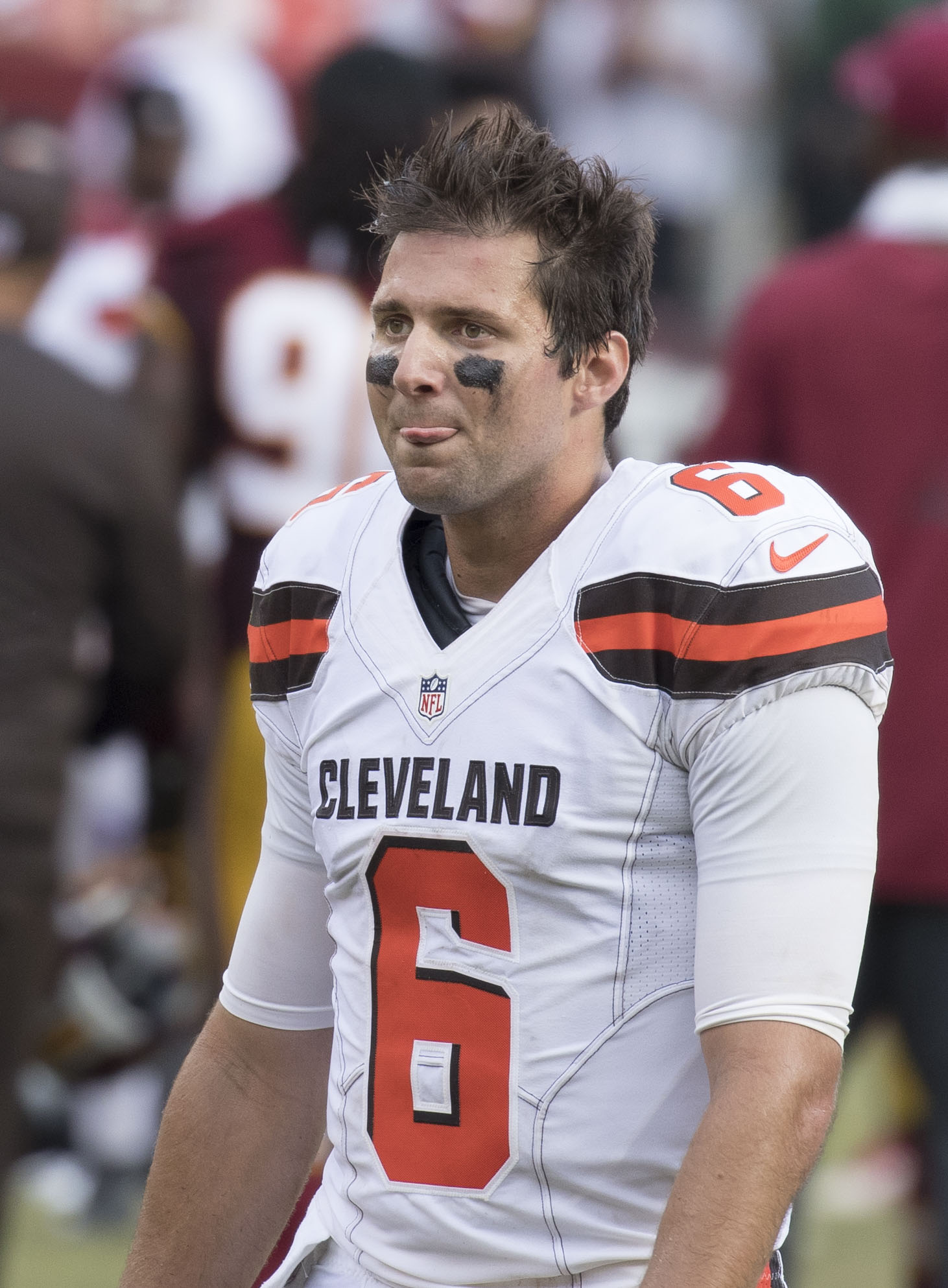
Cody Kessler, 2016

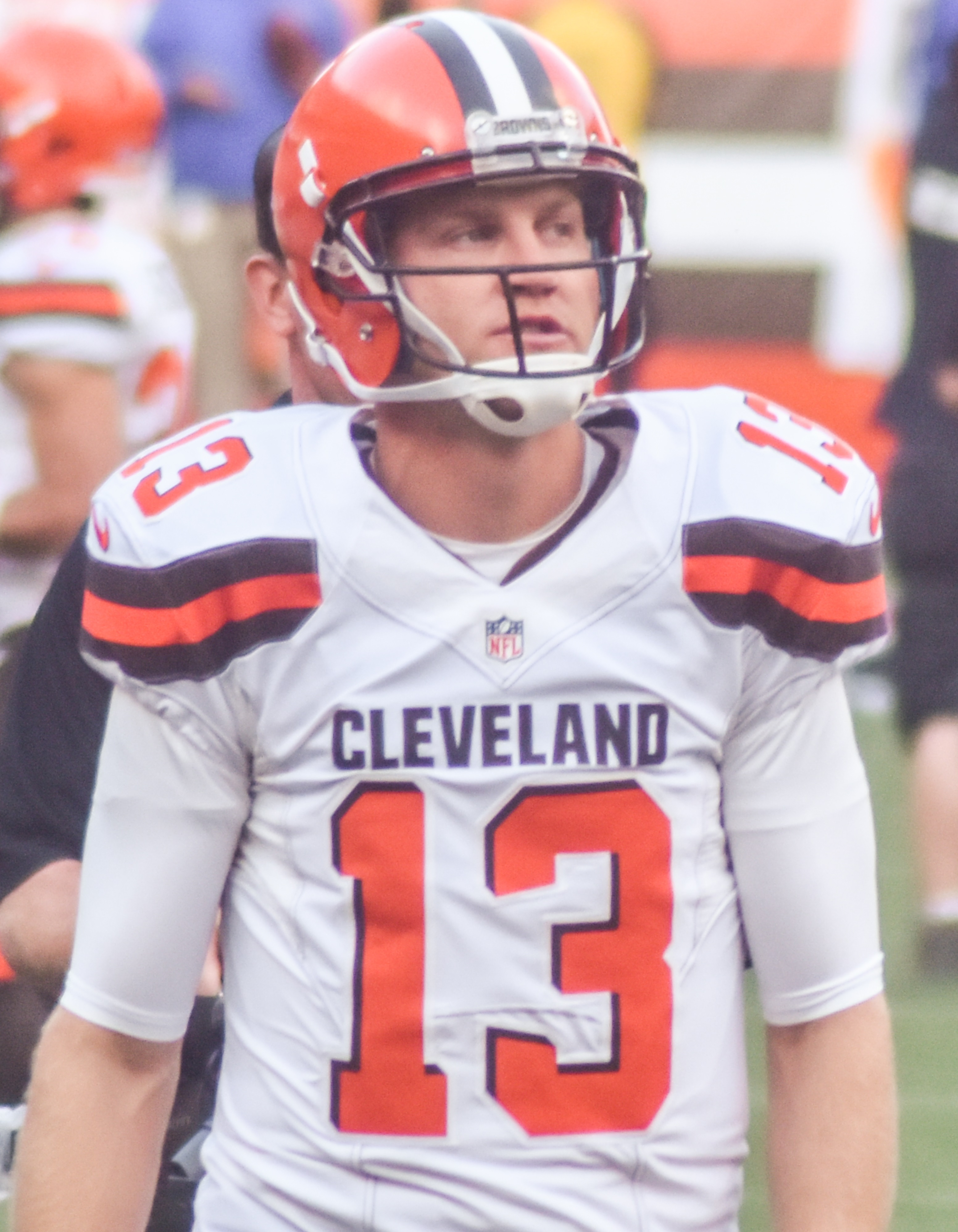
Josh McCown, 2015–2016

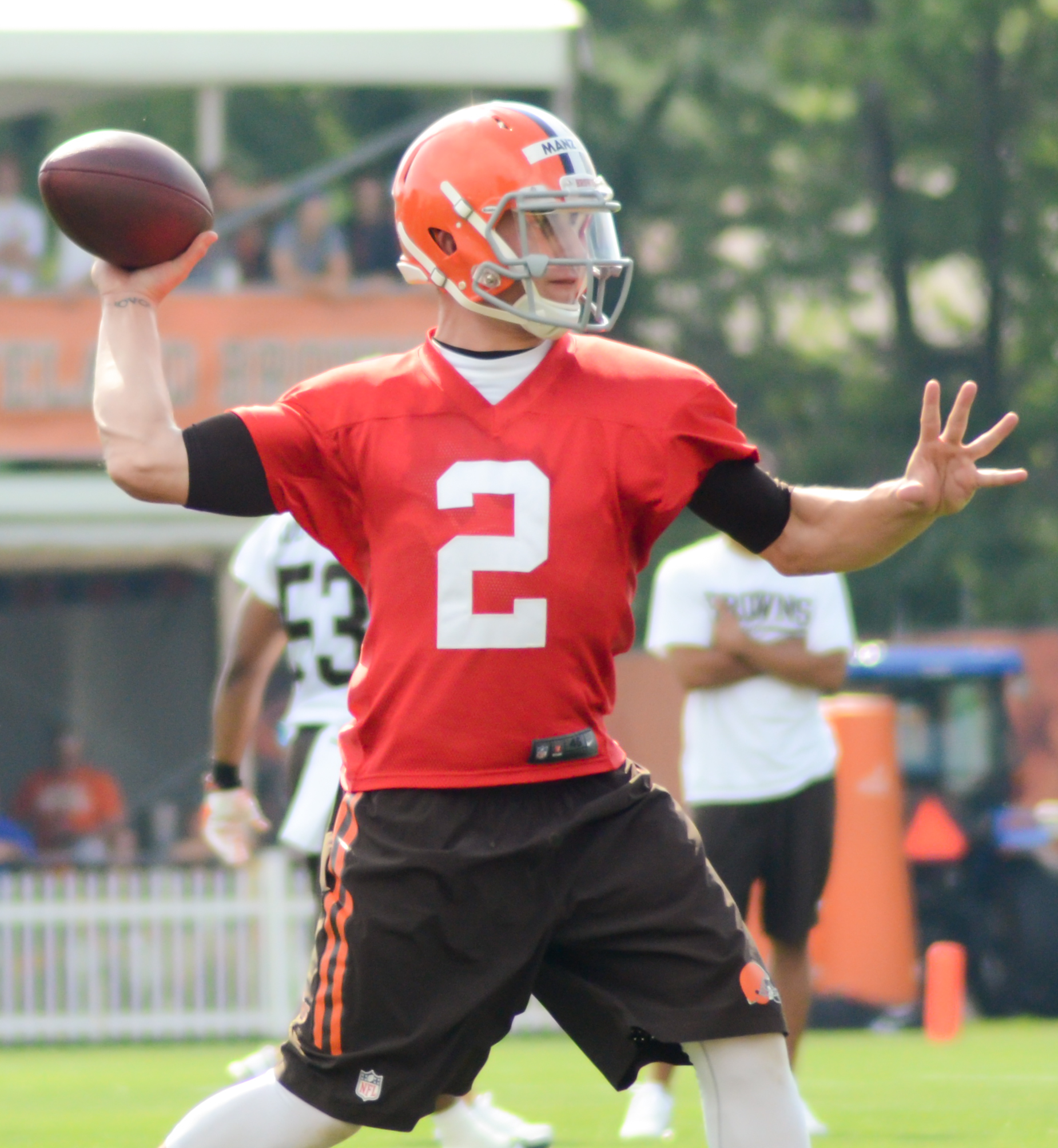
Johnny Manziel, 2014-2015

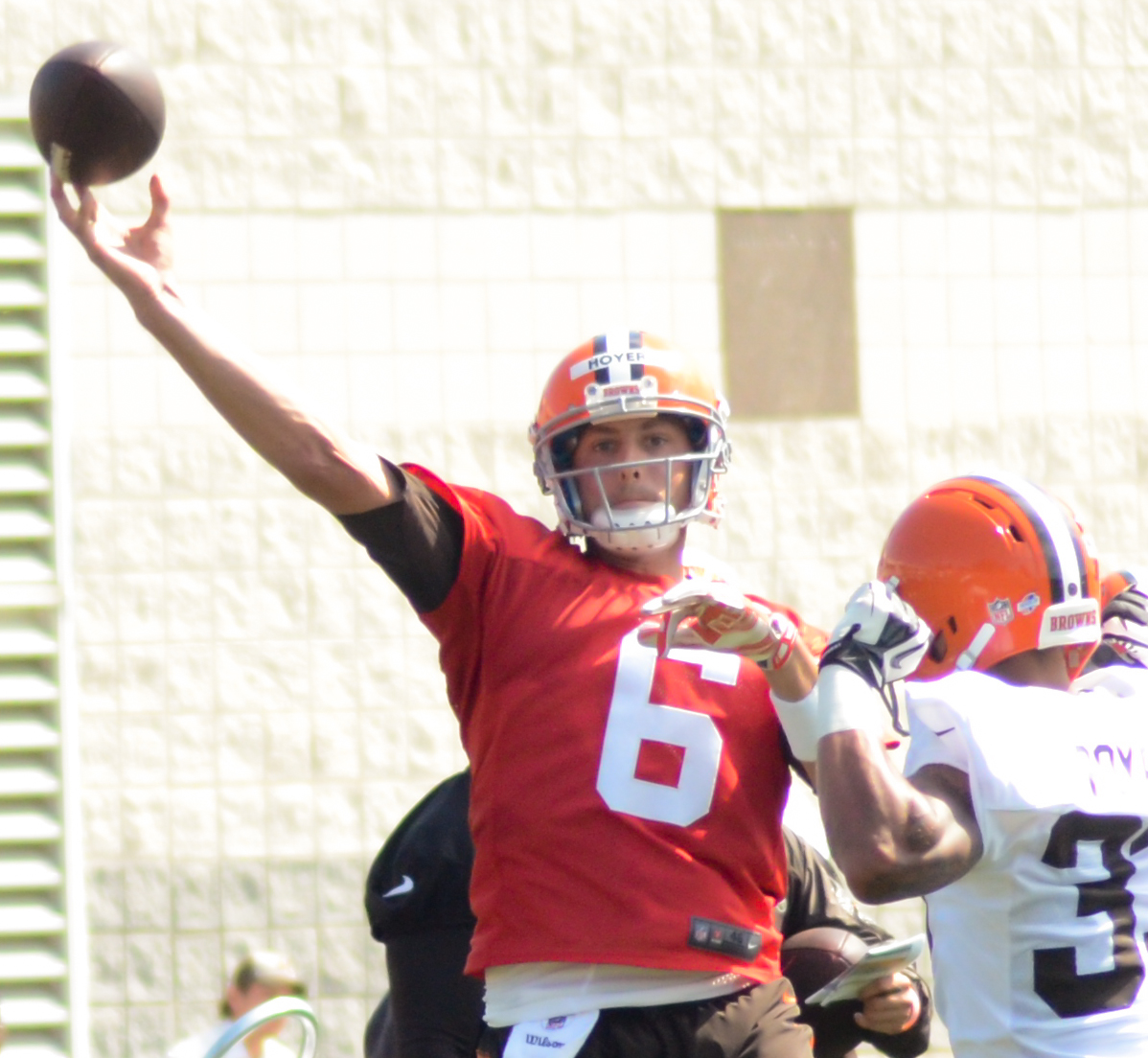
Brian Hoyer, 2013-2014

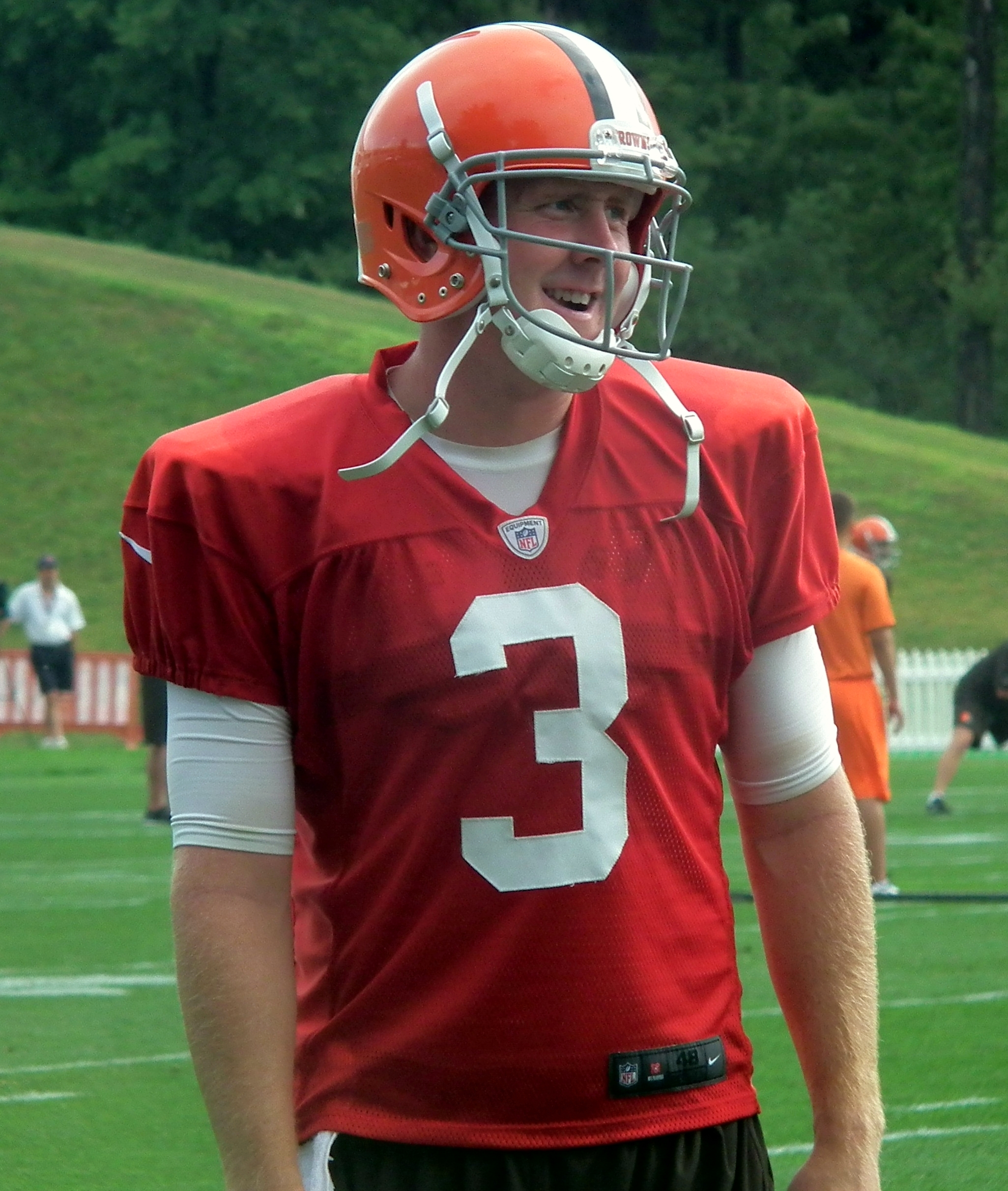
Brandon Weeden, 2012-2013

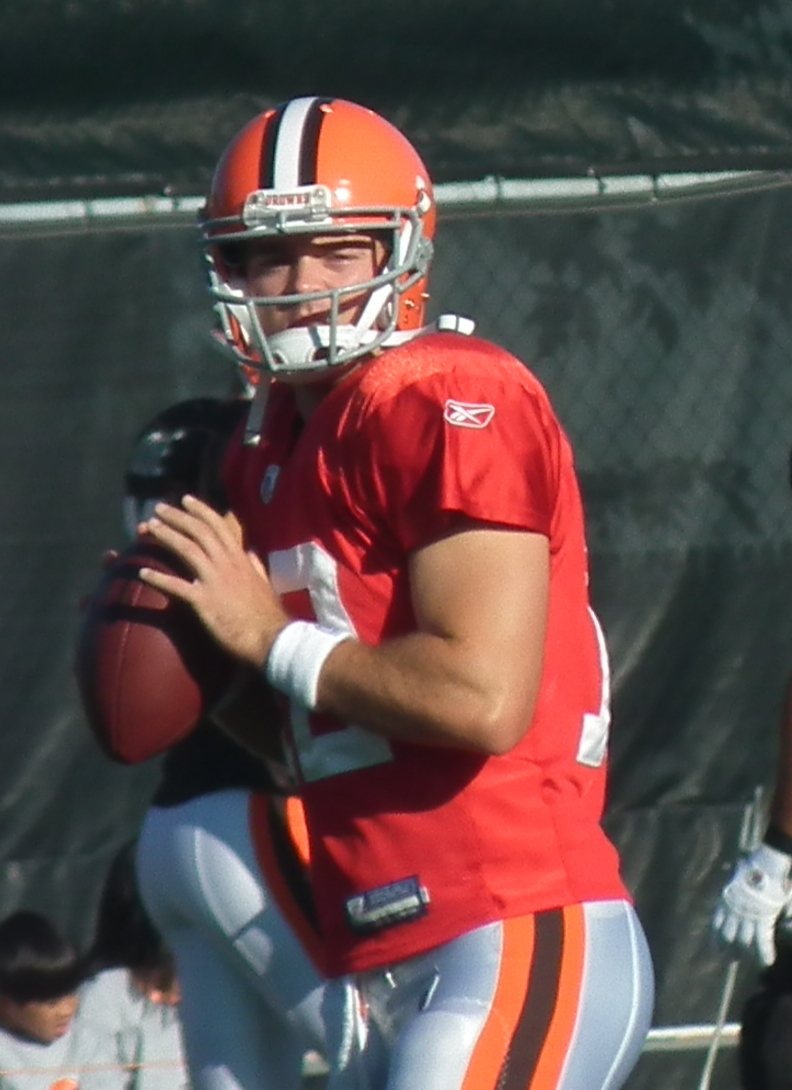
Colt McCoy, 2010-2011

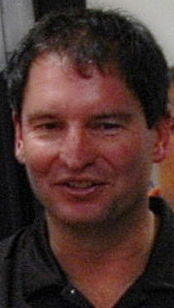
Bernie Kosar, 1985-1993

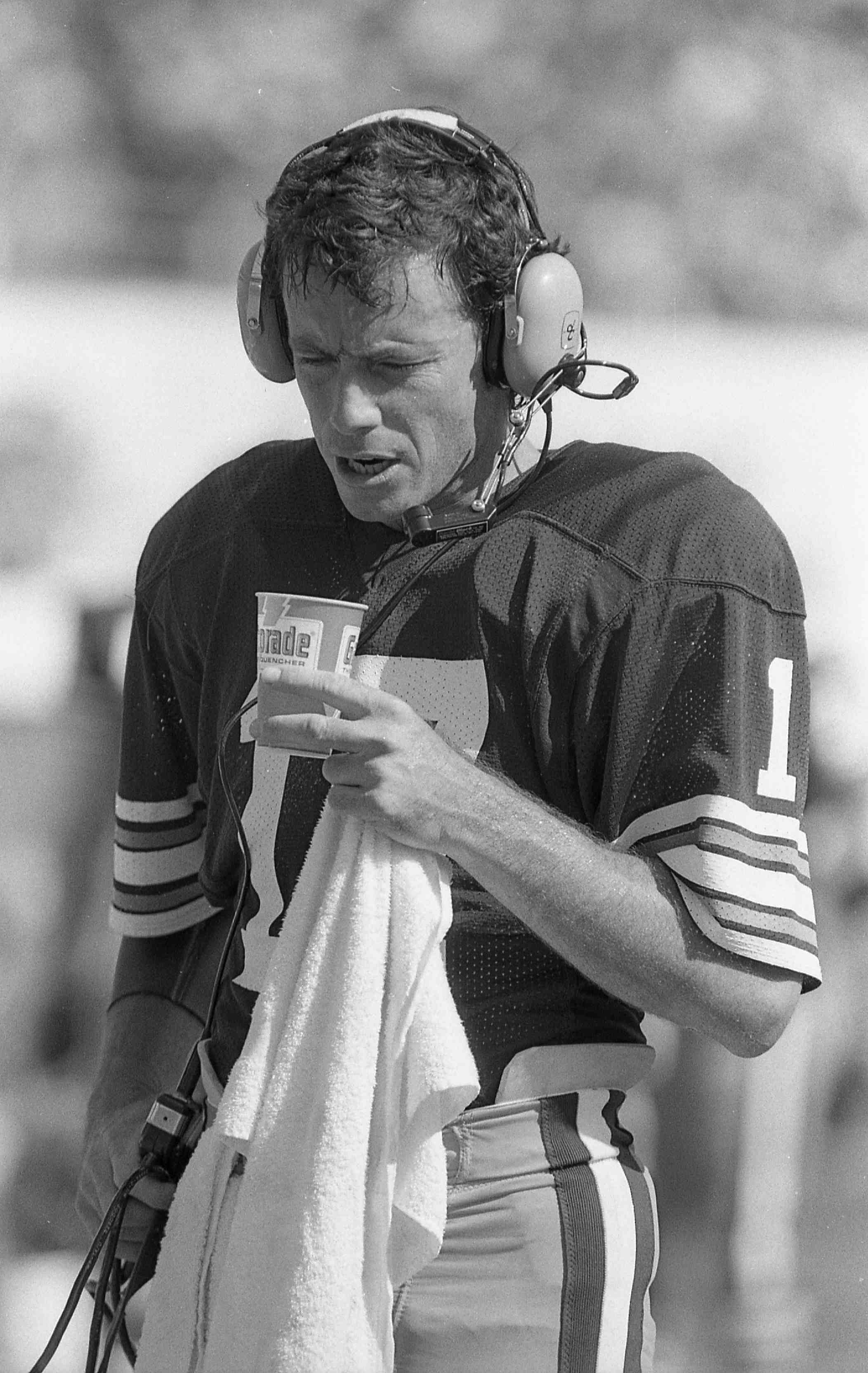
Brian Sipe, 1974-1983

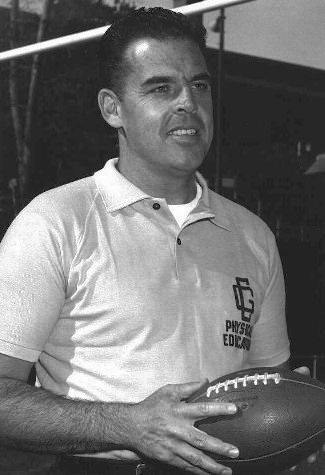
Otto Graham, 1946-1955

Lista di tutti i quarterback titolari dei Cleveland Browns. Il numero tra parentesi indica il numero di gare da titolare giocate nella stagione:

### Stagione regolare
| Quarterback titolari dei Cleveland Browns |                                                                              |
| Stagione                                  | Quarterback                                                                  |
| 2020                                      | Baker Mayfield (16)                                                          |
| 2019                                      | Baker Mayfield (16)                                                          |
| 2018                                      | Baker Mayfield (13) / Tyrod Taylor (3)                                       |
| 2017                                      | DeShone Kizer (15) / Kevin Hogan (1)                                         |
| 2016                                      | Cody Kessler (8) / Robert Griffin III (5) / Josh McCown (3)                  |
| 2015                                      | Josh McCown (8) Johnny Manziel (7) / Austin Davis (1)                        |
| 2014                                      | Brian Hoyer (13) Johnny Manziel (2) Connor Shaw (1)                          |
| 2013                                      | Jason Campbell (8) / Brandon Weeden (5) / Brian Hoyer (3)                    |
| 2012                                      | Brandon Weeden (15) / Thaddeus Lewis (1)                                     |
| 2011                                      | Colt McCoy (13) / Seneca Wallace (3)                                         |
| 2010                                      | Colt McCoy (8) / Jake Delhomme (4) / Seneca Wallace (4)                      |
| 2009                                      | Brady Quinn (9) / Derek Anderson (7)                                         |
| 2008                                      | Derek Anderson (9) / Brady Quinn (3) / Ken Dorsey (3) / Bruce Gradkowski (1) |
| 2007                                      | Derek Anderson (15) / Charlie Frye (1)                                       |
| 2006                                      | Charlie Frye (13) / Derek Anderson (3)                                       |
| 2005                                      | Trent Dilfer (11) / Charlie Frye (5)                                         |
| 2004                                      | Jeff Garcia (10) / Kelly Holcomb (2) / Luke McCown (4)                       |
| 2003                                      | Kelly Holcomb (8) / Tim Couch (8)                                            |
| 2002                                      | Tim Couch (14) / Kelly Holcomb (2)                                           |
| 2001                                      | Tim Couch (16)                                                               |
| 2000                                      | Doug Pederson (8) / Tim Couch (7) / Spergon Wynn (1)                         |
| 1999                                      | Tim Couch (14) / Ty Detmer (2)                                               |
| 1996-1998                                 | Operazioni sospese                                                           |
| 1995                                      | Vinny Testaverde (12) / Eric Zeier (4)                                       |
| 1994                                      | Vinny Testaverde (13) / Mark Rypien (3)                                      |
| 1993                                      | Bernie Kosar (7) / Vinny Testaverde (6) / Todd Philcox (3)                   |
| 1992                                      | Bernie Kosar (7) / Mike Tomczak (8) / Todd Philcox (1)                       |
| 1991                                      | Bernie Kosar (16)                                                            |
| 1990                                      | Bernie Kosar (13) / Mike Pagel (3)                                           |
| 1989                                      | Bernie Kosar (16)                                                            |
| 1988                                      | Bernie Kosar (9) / Mike Pagel (4) / Gary Danielson (1) / Don Strock (2)      |
| 1987                                      | Jeff Christensen (2) / Bernie Kosar (12) / Gary Danielson (1)                |
| 1986                                      | Bernie Kosar (16)                                                            |
| 1985                                      | Gary Danielson (6) / Bernie Kosar (10)                                       |
| 1984                                      | Paul McDonald (16)                                                           |
| 1983                                      | Brian Sipe (14) / Paul McDonald (2)                                          |
| 1982                                      | Brian Sipe (6) / Paul McDonald (3)                                           |
| 1981                                      | Brian Sipe (16)                                                              |
| 1980                                      | Brian Sipe (16)                                                              |
| 1979                                      | Brian Sipe (16)                                                              |
| 1978                                      | Brian Sipe (16)                                                              |
| 1977                                      | Brian Sipe (9) / Dave Mays (4) / Terry Luck (1)                              |
| 1976                                      | Mike Phipps (2) / Brian Sipe (14)                                            |
| 1975                                      | Mike Phipps (11) / Brian Sipe (2) / Will Cureton (1)                         |
| 1974                                      | Mike Phipps (9) / Brian Sipe (5)                                             |
| 1973                                      | Mike Phipps (14)                                                             |
| 1972                                      | Mike Phipps (13) / Bill Nelsen (1)                                           |
| 1971                                      | Bill Nelsen (13) / Mike Phipps (1)                                           |
| 1970                                      | Bill Nelsen (12) / Mike Phipps (1) / Don Gault (1)                           |
| 1969                                      | Bill Nelsen (14)                                                             |
| 1968                                      | Frank Ryan (3) / Bill Nelsen (11)                                            |
| 1967                                      | Frank Ryan (13) / Gary Lane (1)                                              |
| 1966                                      | Frank Ryan (14)                                                              |
| 1965                                      | Frank Ryan (12) / Jim Ninowski (2)                                           |
| 1964                                      | Frank Ryan (14)                                                              |
| 1963                                      | Frank Ryan (13) / Jim Ninowski (1)                                           |
| 1962                                      | Jim Ninowski (7) / Frank Ryan (7)                                            |
| 1961                                      | Milt Plum (13) / Len Dawson (1)                                              |
| 1960                                      | Milt Plum (12)                                                               |
| 1959                                      | Milt Plum (12)                                                               |
| 1958                                      | Milt Plum (12)                                                               |
| 1957                                      | Tommy O'Connell (9) /Milt Plum (3)                                           |
| 1956                                      | George Ratterman (4) / Babe Parilli (3) / Tommy O'Connell (5)                |
| 1955                                      | Otto Graham (12)                                                             |
| 1954                                      | Otto Graham (12)                                                             |
| 1953                                      | Otto Graham (11) / George Ratterman (1)                                      |
| 1952                                      | Otto Graham (12)                                                             |
| 1951                                      | Otto Graham (12)                                                             |
| 1950                                      | Otto Graham (12)                                                             |
| 1949                                      | Otto Graham (11) / Cliff Lewis (1)                                           |
| 1948                                      | Otto Graham (14)                                                             |
| 1947                                      | Otto Graham (9) / Cliff Lewis (5)                                            |
| 1946                                      | Otto Graham (11) / Cliff Lewis (3)                                           |

### Playoff
| Playoff  |                  |        |
| Stagione | Quarterback      | Record |
| 2020     | Baker Mayfield   | 1-1    |
| 2002     | Kelly Holcomb    | 0-1    |
| 1994     | Vinny Testaverde | 1-1    |
| 1989     | Bernie Kosar     | 1-1    |
| 1988     | Don Strock       | 0-1    |
| 1987     | Bernie Kosar     | 1-1    |
| 1986     | Bernie Kosar     | 1-1    |
| 1985     | Bernie Kosar     | 0-1    |
| 1980     | Brian Sipe       | 0-1    |
| 1972     | Mike Phipps      | 0-1    |
| 1971     | Bill Nelsen      | 0-1    |
| 1969     | Bill Nelsen      | 1-1    |
| 1968     | Bill Nelsen      | 1-1    |
| 1967     | Frank Ryan       | 0-1    |
| 1965     | Frank Ryan       | 0-1    |
| 1964     | Frank Ryan       | 1-0    |
| 1958     | Milt Plum        | 0-1    |
| 1957     | Tommy O'Connell  | 0-1    |
| 1955     | Otto Graham      | 1-0    |
| 1954     | Otto Graham      | 1-0    |
| 1953     | Otto Graham      | 0-1    |
| 1952     | Otto Graham      | 0-1    |
| 1951     | Otto Graham      | 0-1    |
| 1950     | Otto Graham      | 2-0    |
| 1949     | Otto Graham      | 2-0    |
| 1948     | Otto Graham      | 1-0    |
| 1947     | Otto Graham      | 2-0    |
| 1946     | Otto Graham      | n/a    |